# جون لاربي
جون لاربي (مواليد 1974) هو ملاكم سويدي، مثّل بلاده في الألعاب الأولمبية الصيفية 1996.

## روابط خارجية
جون لاربي على موقع أوليمبيديا (الإنجليزية)
- جون لاربي على موقع اللجنة الأولمبية السويدية (السويدية)